# آبل موزوروا
آبل موزوروا (انگلیسی: Abel Muzorewa; زاده ۱۴ آوریل ۱۹۲۵ – درگذشته ۸ آوریل ۲۰۱۰) کشیش و سیاستمدار اهل رودزیا بود.
وی همچنین برندهٔ جوایزی همچون جایزه سازمان ملل متحد در زمینه حقوق بشر شده‌است.
آبل موزوروا در ۸ آوریل ۲۰۱۰، در سن ۸۴ سالگی درگذشت.